# Jean IV de la Magdeleine
Jean V de la Magdeleine  (mort le 17 avril 1537 à La Charité-sur-Loire)  fut abbé élu de Cluny en 1518.

## Biographie
Après la mort de l'abbé Geoffroy d'Amboise le 15 avril 1518, les moines de l'abbaye de Cluny veulent mettre fin à la succession de commendataires et choisissent comme nouvel abbé, l'un d'entre eux : Jean de la Magdeleine de Ragny, issu de l'aristocratie locale, fils de Thomas, capitaine et Bailli du Charolais. 
Dès 1504 il avait été prieur de La Charité-sur-Loire, puis en 1507 abbé de Saint-Rigaud, et il devint encore, à une date imprécise, Grand-Prieur de l'abbaye de Cluny et prieur de Charlieu et de Charolles. Son élection obtenue à l'unanimité, moins une voix, est parfaitement canonique, toutefois elle va à l'encontre de la volonté du roi  François Ier, qui s'appuyant sur le concordat de Bologne, obtient du pape Léon X qu'elle soit cassée et qui impose comme nouvel abbé Aymar Gouffier de Boisy déjà abbé de Saint-Denis en succession de son frère depuis l'année précédente et futur évêque d'Albi, ce qui provoque une longue controverse. 
En 1518, Jean de la Magdeleine laisse l'abbaye de Saint-Rigaud et le prieuré clunisien de Charlieu à son neveu Jean de la Magdeleine se retire définitivement en 1528 dans son prieuré de La Charité, où il meurt le 17 avril 1537.